# Alectroenas
Alectroenas és un gènere d'ocells de la família dels colúmbids (Columbidae) que habita zones de selva de Madagascar i altres illes de l'oceà Índic.

## Llistat d'espècies
Se n'han descrit 3 espècies vives dins aquest gènere :
- colom blau de Madagascar (Alectroenas madagascariensis).
- colom blau de les Seychelles (Alectroenas pulcherrimus).
- colom blau de les Comores (Alectroenas sganzini).

A aquestes tres espècies cal afegir dues espècies extintes en època històrica:
- colom blau de l'illa de Maurici (Alectroenas nitidissima).
- colom blau de Rodrigues (Alectroenas payandeei).